# San Isidro del Estado
San Isidro del Estado är en ort i Mexiko.   Den ligger i kommunen Putla Villa de Guerrero och delstaten Oaxaca, i den sydöstra delen av landet, 290 km sydost om huvudstaden Mexico City. San Isidro del Estado ligger 1 130 meter över havet och antalet invånare är 456.
Terrängen runt San Isidro del Estado är kuperad åt sydväst, men åt nordost är den bergig. Runt San Isidro del Estado är det ganska glesbefolkat, med 32 invånare per kvadratkilometer. Närmaste större samhälle är Putla Villa de Guerrero, 9,9 km sydväst om San Isidro del Estado. I omgivningarna runt San Isidro del Estado växer huvudsakligen savannskog.